# Ngaren (Juwangi)
Ngaren is een bestuurslaag in het regentschap Boyolali van de provincie Midden-Java, Indonesië. Ngaren telt 2282 inwoners (volkstelling 2010).